# Herr der Unterwelt
Herr der Unterwelt (Originaltitel: The Crooked Way) ist ein US-amerikanischer Kriminalfilm aus dem Jahr 1949 von Robert Florey mit John Payne in der Hauptrolle. Der Film wurde von La Brea Productions, Inc. produziert und basiert auf dem Hörspiel No Blade Too Sharpe von Robert Monroe. Er wird zum Subgenre des Film noir gezählt.

## Handlung
Kriegsveteran Eddie Rice leidet an Gedächtnisschwund. In der Hoffnung sein Gedächtnis wiederzuerlangen, verlässt er das Veteranenhospital in San Francisco und macht sich auf den Weg nach Los Angeles. Dort erfährt er, dass er der Gangster Eddie Riccardi ist. Er weiß nicht, dass er vor fünf Jahren wegen Totschlages angeklagt war. Er wurde freigesprochen, sein Partner Vince Alexander wurde für schuldig befunden und ging ins Gefängnis. In Los Angeles wird Eddie von einer Frau erkannt, die Vince von seinem Auftauchen erzählt. Er lässt seine Männer Eddie zu sich bringen und zeigt ihm einen alten Zeitungsartikel, der den Verdacht auf Vince lenkte. Er gibt Eddie einen Tag Zeit, die Stadt zu verlassen. 
Eddie kehrt nach San Francisco zurück zu seinem Arzt Dr. Kemble. Er liest den Zeitungsausschnitt genauer durch und erfährt so, dass die Frau, die ihn erkannt hat, die Nachtclubsängerin Nina Martin ist, die vor Gericht nicht gegen ihn aussagen wollte. Eddie reist abermals nach Los Angeles und sucht Nina auf. Er erklärt ihr seinen Zustand und bittet sie, von seiner Vergangenheit zu erzählen. Nina sagt ihm, dass sie seine Ehefrau war. Die Ehe wurde vor drei Jahren geschieden, nun arbeitet sie für Vince. Sie zeigt ihm eine Brandnarbe auf der Schulter, die er ihr in einem Wutanfall zugefügt hat.
In der Zwischenzeit tötet Vince den Polizeiinformanten Kelly, der für Lieutenant Williams gearbeitet hat. Vince beauftragt Nina Eddie in der Stadt zu halten. Doch Nina verliebt sich wieder in ihren Ex-Mann und rät ihm, die Stadt zu verlassen. Eddie bleibt jedoch und sucht das Casino Golden Horn auf, um Nina abzuholen, die dort arbeitet. Williams, der von Eddies Gedächtnisschwund erfahren hat, fährt zum Casino und beschuldigt Vince des Mordes an Kelly, woraufhin Vince ihn erschießt.
Eddie wurde k. o. geschlagen und in Williams Auto gesetzt mit der Mordwaffe in der Hand. Als die Fahndung nach ihm durchgefunkt wird, flüchtet er mit Nina zur Wohnung von Hazel, einer Kollegin Ninas. Hazels Freund Coke, ein Handlanger von Vince, kommt ins Appartement und schießt Hazel in die Schulter. Eddie tötet Coke mit einer Pistole, die er zuvor aus einem Waffengeschäft gestohlen hat. Eddie bringt Nina zu einem Arzt. Der alarmiert die Polizei, gibt aber Eddie genug Zeit zur Flucht.
Eddie sucht ein Lagerhaus auf, das Vince betreibt. Dort trifft er auf Petey, der wie Kelly als Informant der Polizei arbeitet. Um die Polizei zum Lagerhaus zu locken, sagt er einem Taxifahrer, wer er ist. Vince taucht im Lager auf, es kommt zu einer Schießerei, bei der Petey von Vince niedergeschossen wird. Eddie geht die Munition aus und verwickelt Vince in einen Faustkampf, geht aber dabei zu Boden. Vince will nun Eddie der Polizei, die gerade angekommen ist, ausliefern. Doch Captain Anderson weiß, dass Eddie unschuldig ist. Der verletzte Petey kommt hervor und schießt auf Vince und wird von diesem erschossen. Dann feuert Vince auf die Polizei, die das Feuer erwidert und ihn erschießt. 
Eddie besucht Nina im Krankenhaus. Für sie wird er Eddie Rice bleiben und küsst ihn.

## Produktion
Gedreht wurde der Film von Ende November bis Mitte Dezember 1948 in Los Angeles (u. a. City Hall, Union Station, Sunset Strip), West Hollywood sowie in den General-Service-Studios in Hollywood.

## Stab und Besetzung
Van Nest Polglase war der Art Director, Joseph Kish der Szenenbildner. Lee Zavitz war für die Spezialeffekte verantwortlich. Orchesterleiter war Frank Perkins.
In kleinen nicht im Abspann erwähnten Nebenrollen traten Frank Cady, Ross Elliott und Snub Pollard auf.

## Veröffentlichung
Die Premiere des Films fand am 22. April 1949 statt. In der Bundesrepublik Deutschland kam er am 26. Oktober 1951 in die Kinos, in Österreich im Februar 1952.

## Kritiken
Das Lexikon des internationalen Films schrieb: „Eine raffinierte Mischung aus ausgeklügelter Spannung und Kriminalromantik in einem rüden Thriller.“
Der Kritiker der The New York Times befand, der Film eile voran, wie bei einem Melodram üblich und er habe genug Geschichte, die die hart arbeitenden Darsteller von einer gefährlichen Situation in die nächste bringe. Aber es gebe so viel sinnlose Brutalität, dass man sich ernsthaft fragen müsse, ob es wirklich so klug von den Filmemachern war, solche Filme zu drehen.
Die Variety bemängelte, der Film werde durch ein Drehbuch voller Klischees und ohne klare Linie abgewertet. Zwar beinhalte er eine Menge Action, doch es fehle die notwendige Spannung um den Zuschauer zu packen.
Der Kritiker des TV Guide lobte die Kameraarbeit und die feine Darstellung von Percy Helton.

## Synchronisation
In der deutschsprachigen Fassung wird Payne von Ernst Wilhelm Borchert gesprochen.